# STATEMENT/あなたに逢えてよかった
「STATEMENT／あなたに逢えてよかった」（ステイトメント／あなたにあえてよかった）は2013年6月5日に発売された德永英明51枚目のシングル。

## 概要
前作「名前のないこの愛のために/響」から半年ぶりのシングル。
2作連続のダブル表題曲シングルとなった。

## タイアップ
「STATEMENT」…テレビ朝日木曜ミステリー「刑事110キロ」主題歌。
「あなたに逢えてよかった」…2013年4月～5月「フジテレビフラワーネット」TV-CMイメージソング。

## パッケージ仕様
通常盤と初回限定盤の2形態で発売。初回限定盤は「あなたに逢えてよかった」ミュージック・ビデオ収録DVD付。

## 収録曲
全曲　作曲：德永英明
1. STATEMENT
作詞：德永英明
2. あなたに逢えてよかった
作詞：德永英明・山田ひろし
3. STATEMENT（Instrumental）
4. あなたに逢えてよかった（Instrumental）

### 初回限定盤付属DVD
1. あなたに逢えてよかった（ミュージック・ビデオ）